# Мрак (фильм, 1958)
«Мрак» (англ. Macabre) — американский психологический хоррор-триллер режиссёра Уильяма Касла, вышедший на экраны в 1958 году. Фильм поставлен по сценарию Робба Уайта и рассказывает о враче небольшого американского городка, у которого похищают дочь, а затем угрожают по телефону, что похоронят её заживо.
Как отмечает кинокритик Крейг Батлер, «на самом деле, „Мрак“ — это даже не фильм ужасов, хотя классифицируется как таковой постоянно. По сути, „Мрак“ — в значительно большей степени представляет собой саспенс-триллер — хотя и не настолько напряжённый, как хотелось бы».
Касл сам профинансировал фильм, заложив собственный дом.
Как отмечает критик Ричард фон Бьюзак, «великолепные рекламные кампании своих фильмов Касл начал именно с „Мрака“». 
С ним согласны Батлер: «Мрак» заслуженно известен благодаря своей дерзкой рекламной кампании (страховка на случай смерти от страха во время просмотра), и Кэветт Байнион: «Этот первый „фильм с рекламным трюком“ от создателя ужасов Уильяма Касла главным образом примечателен умной рекламной кампанией, обещавшей страховку в 1000 долларов каждому от лондонской фирмы „Ллойдс“ на случай, если он умрёт от страха во время показа фильма».
Этот рекламный трюк послужил тому, что «о фильме начали говорить, и это превратило „Мрак“ в хит, а для Уильяма Касла определило путь, который привёл его к статусу культовой фигуры». «„Мрак“ стал кассовым хитом, и проложил Каслу дорогу к известности».

## Режиссёрская карьера Касла
В 1940-е годы Уильям Касл поставил несколько удачных фильмов нуар, среди них «Когда незнакомцы женятся» (1944), «Джонни-стукач» (1949) и «Голливудская история» (1951). Начиная с фильма «Мрак», Касл обратился к жанру психологического хоррора, «создав (как продюсер и режиссёр) фильмы „Дом на холме призраков“ (1959); „Звоночек (Тинглер)“ (1959), вероятно, лучший фильм Касла; фильм о доме с привидениями „13 призраков“ (1960); психо-триллер „Убийственный“ (1961); „Мистер Сардоникус“ (1961) о человеке, лицо которого застыло в гротесковой улыбке; римейк „Старого мрачного дома“ (1963) для студии „Хаммер“; психо-триллер в стиле Гран-Гиньоль „Смирительная рубашка“ (1964) с Джоан Кроуфорд и другие, он также был продюсером классики оккультного жанра, фильма „Ребёнок Розмари“ (1968)».

## Сюжет
В небольшом городке на востоке США сотрудник похоронного бюро Эд Кигли (Джонатан Кидд) сообщает шефу городской полиции Джиму Тайлоу (Джим Бакус), что у него украли детский гроб. Однако Джим, зная о карточных долгах Эда, спрашивает, не является ли его заявление простой попыткой получить страховку. Далее Эд спрашивает у Джима, почему Джод Уэзерби решил провести похороны своей взрослой дочери Нэнси в полночь. В этот момент на работу в соседний офис подъезжает местный врач Родни (Род) Баррет (Уильям Принс). Джим упрекает Рода в том, что он виновен в смерти Нэнси и её сестры Элис, и советует ему уехать из города.
В своём офисе подавленный Род делится своими чувствами с медсестрой Полли Бэррон (Жаклин Скотт), которая очевидно хочет выйти замуж за Рода. Дело в том, что Элис и Нэнси были единственными дочерьми самого богатого горожанина Джода Уэзерби. При этом Элис была женой Рода и умерла при родах три года назад, а её сестра Нэнси умерла накануне. Полли считает, что слухи о виновности Рода возникли после того, как стало известно, что в момент родов его жены Род проводил время в компании молодой привлекательной вдовы Сильвии Стивенс. Род пытается убедить Полли, что у него с Сильвией была обычная встреча, а затем предлагает поехать втроём вместе с его дочерью Мардж на пикник. 
Вернувшись домой, Род обнаруживает, что Мардж нигде нет. Пожилая служанка мисс Кашинс, которая проработала в семье Уэзерби много лет, говорит, что Мардж уезжала с Сильвией, но затем вернулась домой и играла в своей комнате. Предположив, что Мардж может всё ещё быть с Сильвией, Род отправляется домой к Сильвии, но Мардж там нет. Из разговора с Сильвией становится ясно, что Род имеет в отношении неё самые серьёзные намерения, с другой стороны, Сильвия как-то не очень хорошо ладит с Мардж. Вернувшись домой, Род видит, что Полли только что с кем-то поговорила по телефону и находится в шоковом состоянии, а затем падает в обморок. Придя в себя, Полли рассказывает, что звонивший утверждал, что Мардж находится сейчас среди мёртвых. Он также сказал, что Мардж находится внутри гроба, и что ей осталось жить всего несколько часов.
Мисс Кашинс начинает звонить в полицию, но Род останавливает её, утверждая, что Джим настроен против Рода и использует пропажу девочки, чтобы обвинить его в преступлении. Тогда мисс Кашинс собирается проинформировать её деда, Джода Уэзерли, но Род напоминает ей о слабом сердце старика и отговаривает её. Род и Полли отправляются на поиски Мардж. На пороге дома они находят испачканного в свежей глине плюшевого мишку, предположив, что Мардж, возможно, захоронена на городском кладбище. Сразу после ухода Рода и Полли, мисс Кашинс идёт к Джоду и сообщает ему об исчезновении Мардж. С наступлением темноты Род и Полли приезжают на кладбище и раскапывают несколько свежих могил, но им не удаётся найти никаких следов. Они подходят к свежевырытой могиле, приготовленной для Нэнси, и в этот момент слышат чьи-то шаги. Они прячутся в могиле, и сразу после этого кто-то накрывает её брезентом. Выясняется, что это могильщик, который, услышав звуки из могилы, берёт ружье и открывает брезент, давая возможность Роду и Полли выбраться наружу. В этот момент кто-то неожиданно бьёт могильщика сзади по голове, в результате чего тот падает и теряет сознание. Пока Род осматривает могильщика, из-за надгробного камня вытягивается рука и хватает Полли за шею. Наконец, из-за камня появляется Джод, говоря, что это он напал на могильщика, подозревая, что это он похитил Мардж. Джод умоляет Рода найти Мардж, единственного родного человека, который у него остался после смерти Нэнси.
…Действие переносится в прошлое, и в форме флэшбека рассказывается история Нэнси (Кристина Уайт). Привлекательная и очень живая по натуре, Нэнси была слепой от рождения. Чтобы подавить своё отчаяние от того, что зрение невозможно исправить, Нэнси вела активный и фривольный образ жизни, имея романы одновременно с несколькими мужчинами, включая Джима. Однажды на приёме у Рода выясняется, что Нэнси беременна, но она не хочет рожать ребёнка, в частности, боясь, что он может родиться слепым. Однако Род отказывается делать Нэнси аборт. Вскоре она умирает таинственной смертью…
История возвращается в настоящее время. Род сообщает Джоду и Полли, что могильщик мёртв, после чего просит Полли отвезти Джода домой, но не сообщать ничего о случившемся Джиму. Через некоторое время Род звонит Полли и говорит, что, возможно, таинственный звонивший мог намекать на то, что Мардж содержится не на кладбище, а в офисе похоронного бюро. Джод также приезжает в похоронное бюро и вместе с Родом осматривает несколько пустых гробов, но они ничего не находят. В ожидании похорон Нэнси, Род и Полли снова идут на кладбище, пытаясь понять, кто мог украсть гроб и где он находится сейчас. Полли неожиданно упрекает Рода в том, что все эти ужасные события стали происходит после того, как связался с Сильвией, для которой главным является положение и деньги.
…Действие вновь переносится в прошлое. Во время беременности Элис, Род прописал ей строгий постельный режим и не позволял выходить из дома. Однажды, когда Полли пришла в офис, на приёме у Рода была Сильвия, и Полли почувствовала в их отношениях что-то особенное. В день, когда у Элис начались схватки, Род куда-то неожиданно исчез, и мисс Кашинс была вынуждена срочно пригласить Полли, чтобы принимать роды. Род тем временем был в гостях у Сильвии, благодаря её за то, что общение с ней снимает с него груз, который он испытывает на работе, а также от семейной жизни и отношений с Элис. Когда Род возвращается в свой офис уже вечером, Джим ожидает его с сообщением, что у него родилась дочь Мардж, а Элис умерла во время родов, после чего жестоко избивает Рода…
Действие возвращается в настоящее время. Полли считает, что Сильвия оказывает на Рода разлагающее влияние. В ответ Род яростно нападает на Полли в покушении на Мардж. Их перепалку прерывает Джим, который напоминает им о том, что они собрались в связи с похоронами Нэнси. Полли и Род говорят Джиму, что обыскали всё кладбище, но им так и не удалось ничего найти. По дороге к месту похорон Полли обращает внимание на крупный склеп и интуитивно идёт к нему. Там неожиданным образом оказывается тело убитого могильщика. На вопрос Джима Род отвечает, что ничего об этом не знает. Джим обещает провести расследование смерти могильщика после окончания похорон.
После завершения службы, Род и другие мужчины начинают закапывать могилу Нэнси. В куче земли Род натыкается на детский гроб. Открыв гроб, Род начинает рыдать, к гробу подходит Джод. Заглянув в него, Джод теряет сознание и умирает, свалившись в раскопанную могилу. Внутри гроба лежит страшное чучело изуродованного детского тела. Род медленно поднимается, в этот момент в него стреляет кто-то из участников траурной процессии. Раненый Род подползает к Эду, давая понять, что стрелял именно он. Эд достаёт из кармана деньги и швыряет их в лицо Роду, утверждая, что это Род сфабриковал похищение Мардж. Зная о долгах Эда, Род предложил ему денег за то, чтобы тот заявил полиции о пропаже детского гроба и изготовил страшное чучело ребёнка. Эд говорит, что это было частью плана Рода завладеть богатствами семьи Уэерби. После того, как умерла Нэнси, Род рассчитывал с помощью инсценировки похищения Мардж и серии последующих акций довести Джода до смерти. Джим приказывает отвезти Рода в больницу, но Род просит сначала завести его на работу. Пройдя в запертые на ключ помещения, он показывает Полли магнитофон с записью текста звонившего ей «похитителя» Мардж. После этого Род теряет сознание и умирает, а в соседней комнате Полли видит спокойно спящую Мардж.

## В ролях
- Уильям Принс — доктор Родни Бэрретт
- Джим Бакус — Джим Тайлоу, констебль города
- Кристина Уайт — Нэнси Уэтерби Тайлоу
- Дороти Моррис — Элис Бэрретт
- Жаклин Скотт — Полли Барон
- Сьюзан Морроу — Сильвия Стивенсон
- Эллен Корби — мисс Кашинс
- Филип Тонг — Джод Уэзерби
- Джонатан Кидд — Эд Гигли
- Говард Хоффман — Хамл, кладбищенский сторож
- Линда Гадерман — Мардж

## Оценка критики
Как отметил кинокритик Дейв Синделар, «этот фильм обозначил переход Уильяма Касла в жанр утопающего в рекламных уловках фильма ужасов. Такой уловкой в данном случае является страхование зрителей на случай смерти от страха». Далее Синделар отмечает, что «это один из менее успешных фильмов Касла». Приблизительно такого же мнения придерживается кинокритик Крейг Батлер, утверждая, что «как фильм, это явление в лучшем случае среднего порядка, конечно, один из менее значимых „праздников страха“ от Уильяма Касла». Фильм показался многим критикам не столь страшным, как следовало ожидать. Как отмечает Каветт Бинион, «Каслу, конечно, нечего было бояться (страховых случаев), так как в фильме нет ни одного момента ужаса, от которого замирает сердце». Такого же мнения придерживается и Синделар, указывая, что «никому не стоило волноваться по поводу того, что происходило на экране; что касается запугиваний и саспенса, то этот фильм их не поставляет».
Низкая степень напряженности в фильме, во многом связана с недостатками в сценарии, в частности, введением двух продолжительных флэшбеков. Крейг Батлер отмечает, что «создав ситуацию „погони за временем“, которая должна гарантировать напряжённость, сценарист Робб Уайт погружается во флэшбеки, которые ослабляют силу воздействия и ужасающе замедляют ход фильма». С этим мнением согласен Синделар, отмечая, что фильм «пускается в блуждания по неуклюжим флэшбекам, которые на самом деле не двигают историю вперёд». По мнению журнала «TimeOut», фильм «хорошо начинается, когда действие развивается главным образом на туманном кладбище, где идёт неистовый поиск ребёнка, предположительно, захороненного живым в одной из могил. Но затем следуют довольно утомительные флэшбеки, объясняющие причины и предпосылки этой тайны с „разоблачениями“ в маленьком городке». Резюмируя, Синделар пишет, что «сама история не так плоха (хотя и не выдерживает более тщательного изучения), но она автоматически не генерирует нужного саспенса, и я боюсь, фильму просто не удаётся удержаться на правильной волне».
С другой стороны, Батлер отмечает: «Тем не менее в „Мраке“ есть хорошие эпизоды, которые с помощью неожиданности и шока, действительно создают несколько страшных моментов», подводя итог следующими словами: «Хотя (фильм) и не так хорош, как хотелось бы, „Мрак“ имеет достаточно удачных моментов, благодаря которым его стоит посмотреть».
Мнение критиков об уровне режиссёрской работы Касла было неоднозначным. В частности, Батлер написал, что «режиссёрская работа Касла компетентна, но не достаточно вдохновлена; она выигрывает от помощи со стороны оператора Карла Гатри». Ричард Шейб считает, что «в своих других фильмах Касл продемонстрировал значительно большее режиссёрское мастерство, и „Мрак“ очень сырой по сравнению с ними». Тем не менее, Ричард фон Бьюсак подчёркивает, что Касл, безусловно, «обладал драматическим чутьём».
Шейб отмечает смелость Касла в постановке некоторых проблем, которые не принято было затрагивать в таком разрезе в американском массовом кино 1950-х годов: «Так, Нэнси (будучи девушкой из добропорядочной семьи) ведёт беззаботный образ жизни и отказывается от того, чтобы связывать себя отношениями с каким-либо мужчиной, что было довольно вызывающим для образа женщины 1950-х годов… Другим вызовом времени стал показ внебрачной беременности». Интересна также неоднозначность трактовки образа Рода. Хотя по ходу фильма его обвиняют в том, что он убил двух женщин, зритель так и не узнаёт, есть ли его прямая вина в смерти Элис, а также «сделал ли он что-либо конкретно для того, чтобы убить Нэнси (мы можем только предполагать, что он сделал что-то во время возможного нелегального аборта)».
Оценивая стиль Касла, журнал «TimeOut» пишет, что фильм стал «первым опытом работы короля дешёвого хоррора в этом жанре». Байнион, согласен с этим мнением, указывая, что «Касл еще не отточил свои таланты торговца дешёвыми страхами — которые достигли своего пика в „Звоночке (Тинлер)“ — но здесь определённо есть искра озорства». Как написал Шейб, что «после появления „Психо“ (1960) Касл начал имитировать его форму психологического триллера… Однако „Мрак“ — это психотриллер, сделанный до „Психо“ и того огромного влияния, которое он оказал на развитие жанра. В результате Касл использует модель нуарового триллера 1940-х годов… В стилистическом плане Касл снимает в глубоком полумраке, точно так же, как это делалось в фильмах нуар. Действительно, очень немногое в этом фильме выделяет его из разряда обычного триллера и позволяет назвать его фильмом ужасов, как он обычно классифицируется». Шейб заканчивает: «Касл до определённой степени добивается создания атмосферы, показывая сцены на кладбище, но это всё. Конечно, в „Мраке“ нет ничего, что удовлетворяет рекламной посылке Касла, что фильм будет пугать людей до смерти».